# 麻贵书
麻贵书（1917年—1987年6月19日），男，直隶（今河北）临城人，中华人民共和国政治人物。

## 生平

### 民国时期
麻贵书是直隶省临城县南寨村人。1937年，毕业于河北省立邢台师范，同年9月在临城参加革命。1938年1月，加入中国共产党。历任中共晋冀鲁豫边区党委党校秘书长、中共磁县县委组织部长、中共武乡县委书记，中共太行二地委组织部长、副书记。1941年，担任中共武乡县委书记，正值该县连年遭受自然灾害，日伪军频繁扫荡，环境险恶。日军占据蟠龙村后，驻在附近的抗大校部、八路军总部、中共北方局、兵工厂等机关的工作人员及从敌占区逃出来的百姓共万余人的食宿问题亟待解决；又要协助部队围困敌据点，破坏敌军交通线，领导农民组织生产合作社，开展抗灾生产自救和建党活动。

### 共和国时期
中华人民共和国成立后，麻贵书先后任中共榆次地委组织部长、中共忻县地委副书记。1953年后，历任中共太原市委副书记、第二书记、第三书记、书记处书记、第一书记及省委组织部长等职。他初到太原市委工作时，分管太原市“一五”计划建设重点工程项目。经过数年艰苦奋斗，太原市属于国家“一五”期间的一些重点工程项目提前一年竣工。1965年，麻贵书调任中共西藏自治区工委副书记、自治区党委书记处书记兼建设指挥部副总指挥。1972年，他重返山西工作后，历任中共山西省科技局党委书记、山西省革命委员会业务组副组长、山西省革命委员会副主任、山西省人民政府副省长等职务。主要负责全省经济建设的领导工作。1977年，当选政协山西省第四届委员会副主席。
1983年4月，山西省第六届人民代表大会第一会议，选举麻贵书任山西省人民代表大会常务委员会副主任。他在地方立法、监督、制订信访工作条例和人大建设方面做了大量工作。1987年6月19日，逝世。